# Liste der Kulturdenkmale in Lemsdorf
In der Liste der Kulturdenkmale in Lemsdorf sind alle Kulturdenkmale des zur Stadt Magdeburg gehörenden Stadtteils Lemsdorf aufgelistet. Grundlage ist das Denkmalverzeichnis des Landes Sachsen-Anhalt, das auf Basis des Denkmalschutzgesetzes vom 21. Oktober 1991 erstellt und seither laufend ergänzt wurde (Stand: 25. Februar 2015).

## Kulturdenkmale
| Lage                           | Bezeichnung             | Beschreibung | Erfassungs- nummer | Ausweisungsart | Bild                    |
| ------------------------------ | ----------------------- | --- | ------------------ | -------------- | ----------------------- |
| Am Akazienbusch 19 (Karte)     | Wohnhaus                | Die Villa Zabel wurde 1926/27 für den Architekten Willi Zabel nach dessen Entwurf auf den Resten des Zwischenwerks IIb der Magdeburger Festung erbaut. Es ist ein Zeugnis des Neuen Bauens in Magdeburg. Willi Zabel war Mitarbeiter von Bruno Taut. Das zweigeschossige Haus hat eine würfelförmige Form mit einem Flachdach. Die Fassade ist unregelmäßig und geprägt von Eckfenstern. | 094 70987          | Baudenkmal     | Wohnhaus                |
| Blankenburger Straße 1 (Karte) | Wohn- und Geschäftshaus | Das Eckhaus wurde 1908 erbaut. Die barockisierende Fassade zeigt auch Jugendstilelemente. | 094 82545          | Baudenkmal     | Wohn- und Geschäftshaus |
| Eisleber Straße (Karte)        | Fort IIa                | 1871/73 errichtetes Fort der Festung Magdeburg, umgebaut 1892/93, ab 1917 Pulverlager, später als Zivilverteidigungsobjekt genutzt, teilweise mit Kleingärten überbaut | 094 06394          | Baudenkmal     | Fort IIa                |
| Harzburger Straße 5a (Karte)   | Sankt-Sebastian-Kirche  | 1889–90 im neoromanischen Stil erbaute evangelische Kirche, Entwurf und Bauausführung durch den Architekten und Maurermeister Christian A. Schmidt, klassizistische und romanische Stilelemente | 094 16753          | Baudenkmal     | Sankt-Sebastian-Kirche  |
| Harzburger Straße 11 (Karte)   | Köhne-Villa             | 1886 errichtete Villa für den Großbauern A. Köhne, Entwurf Zimmermeister Ketzer, schlossartiger italianisierender Bau in Anlehnung an die Hochrenaissance | 094 16755          | Baudenkmal     | Köhne-Villa             |

## Ehemalige Kulturdenkmale
Die nachfolgenden Objekte waren ursprünglich ebenfalls denkmalgeschützt. Die Unterschutzstellung wurde dann jedoch aufgehoben.
| Lage                                    | Bezeichnung          | Beschreibung | Erfassungs- nummer | Ausweisungsart | Bild               |
| --------------------------------------- | -------------------- | --- | ------------------ | -------------- | ------------------ |
| Am Akazienbusch 5, 7-14, 16, 18 (Karte) | Guttempler-Kolonie   | Die ehemalige Guttempler-Kolonie wurde von Willi Zabel im Stil des Neuen Bauens um 1925 entworfen und 1927 erbaut. Es sind sechs ein- bis zweigeschossige Doppelhäuser mit einem Flachdach. Die Fassaden der Häuser sind schmucklos und schlicht. Die Kolonie wird zumindest seit 2015 nicht mehr als Denkmal geführt. | 094 82543          | Baudenkmal     | Guttempler-Kolonie |
| Im Winkel 2 (Karte)                     | Wohnhaus Im Winkel 2 | Wohnhaus, genehmigter Abbruchantrag aus dem Jahr 2007 zum Zweck einer Erweiterung eines Gewerbes | 094 82789          | Baudenkmal     | BW                 |

## Legende
In den Spalten befinden sich folgende Informationen:
- Lage: Nennt den Straßennamen und wenn vorhanden die Hausnummer des Kulturdenkmals. Die Grundsortierung der Liste erfolgt nach dieser Adresse. Der Link „Karte“ führt zu verschiedenen Kartendarstellungen und nennt die geographischen Koordinaten.
Link zu einem Kartenansichtstool, um Koordinaten zu setzen. In der Kartenansicht sind Baudenkmale ohne Koordinaten mit einem roten bzw. orangen Marker dargestellt und können in der Karte gesetzt werden. Baudenkmale ohne Bild sind mit einem blauen bzw. roten Marker gekennzeichnet, Baudenkmale mit Bild mit einem grünen bzw. orangen Marker.
- Offizielle Bezeichnung: Nennt den Namen, die Bezeichnung oder zumindest die Art des Kulturdenkmals und verlinkt, soweit vorhanden, auf den Artikel zum Objekt.
- Beschreibung: Nennt bauliche und geschichtliche Einzelheiten des Kulturdenkmals, vorzugsweise die Denkmaleigenschaften.
- Erfassungsnummer: Für jedes Kulturdenkmal wird in Sachsen-Anhalt eine 20stellige Erfassungsnummer vergeben. Die letzten zwölf Ziffern werden für die Untergliederung nach Teilobjekten genutzt und werden nur angegeben, soweit vergeben. In dieser Spalte kann sich folgendes Icon  befinden, dies führt zu Angaben zu diesem Baudenkmal bei Wikidata.
- Ausweisungsart: Die Einordnung des Denkmales nach § 2 Abs. 2 DenkmSchG LSA
- Bild: Ein Bild des Denkmales, und gegebenenfalls einen Link zu weiteren Fotos des Kulturdenkmals im Medienarchiv Wikimedia Commons. Wenn man auf das Kamerasymbol klickt, können Fotos zu Kulturdenkmalen aus dieser Liste hochgeladen werden: